# Liste des monuments nationaux américains
Cette liste recense les monuments nationaux américains.

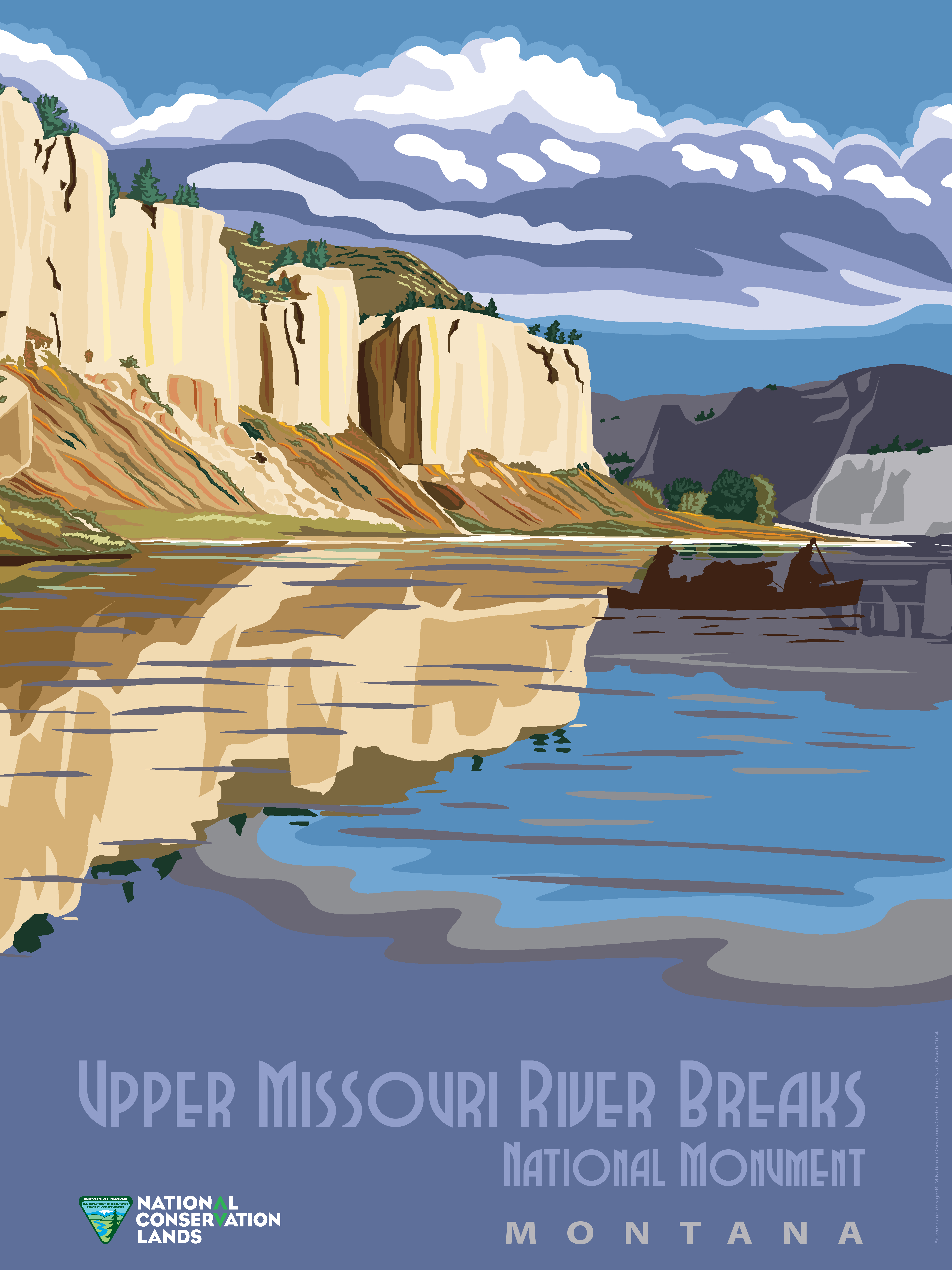
Affiche représentant le monument national des Upper Missouri River Breaks.

Il existe aux États-Unis 129 zones protégées connues sous le nom de monuments nationaux. Le président des États-Unis peut établir un monument national par proclamation présidentielle, tandis que le Congrès des États-Unis peut le faire par voie législative. L'autorité du président découle de l'Antiquities Act de 1906, qui l'autorise à proclamer monuments historiques, structures historiques et préhistoriques et autres objets présentant un intérêt historique ou scientifique en tant que monuments nationaux. Son objectif était de permettre au président de préserver rapidement les terres publiques sans attendre qu'une loi soit adoptée par un Congrès indifférent. Le but ultime était de protéger tous les sites historiques et préhistoriques situés sur les terres fédérales américaines.
Le 24 septembre 1906, le président Theodore Roosevelt établit le premier monument national, la Devils Tower, dans le Wyoming. Il établit dix-huit monuments nationaux, bien que seulement neuf d'entre eux conservent encore cette désignation. Dix-sept présidents ont créé des monuments nationaux depuis le début du programme ; seuls Richard Nixon, Ronald Reagan et George H. W. Bush ne l'ont pas fait. Bill Clinton en a créé dix-neuf et élargi trois autres. Jimmy Carter a protégé de vastes régions de l'Alaska, proclamant quinze monuments nationaux, dont certains ont plus tard été promus parcs nationaux. Le président Barack Obama a créé ou agrandi trente-quatre monuments nationaux, le plus grand nombre des présidents, avec plus d'un demi-milliard d'acres de terres publiques et d'eau protégées.
Les monuments nationaux sont situés dans 31 États, ainsi que dans le district de Columbia, les îles Vierges, les Samoa américaines, les îles mineures éloignées et les îles Mariannes du Nord. L'Arizona et la Californie comptent le plus grand nombre de monuments nationaux, chacun avec 18, suivis du Nouveau-Mexique avec 14. Au moins soixante-quinze monuments nationaux protègent des lieux d'importance naturelle, dont dix-neuf principalement pour leurs caractéristiques géologiques, huit sites marins et huit sites volcaniques. Soixante-deux monuments nationaux protègent des sites historiques, dont vingt-sept associés aux Amérindiens, neuf relatifs à l'histoire afro-américaine et dix forts.
Deux monuments nationaux, Medgar and Myrlie Evers Home National Monument et Mill Springs Battlefield National Monument, ont été autorisés mais n'ont pas encore été définis en tant qu'unités, dans l'attente de l'acquisition d'une propriété par le Service des parcs nationaux ; ils sont énumérés ci-dessous mais ne sont pas encore inclus dans les comptes totaux. De nombreux anciens monuments nationaux ont été redéfinis par le Congrès sous la forme de parcs nationaux ou d'un autre statut, tandis que d'autres ont été transférés sous le contrôle de l'État ou ont été dissous.

## Analyse de la gestion par les agences fédérales
Huit agences fédérale gèrent les 129 monuments nationaux américains actuels. Parmi ceux-ci, 115 monuments sont gérés par une seule agence, tandis que 14 sont cogérés par deux agences. Grand Canyon-Parashant National Monument, l'un des monuments nationaux du National Park Service, n'est pas une unité officielle, car il chevauche Lake Mead National Recreation Area.
| Agence                                                 | Département    | Co-géré                             | Total géré |
| ------------------------------------------------------ | -------------- | ----------------------------------- | ---------- |
| National Park Service (NPS)                            | Interieur      | 2 avec BLM, 1 avec FWS              | 85         |
| Bureau of Land Management (BLM)                        | Intérieur      | 2 avec NPS, 5 avec USFS             | 28         |
| Service des forêts des États-Unis (USFS)               | Agriculture    | 5 avec BLM                          | 13         |
| United States Fish and Wildlife Service (FWS)          | Intérieur      | 5 avec NOAA, 1 avec NPS, 1 avec DOE | 9          |
| Département de l'Énergie des États-Unis (DOE)          | Énergie        | 1 avec FWS                          | 1          |
| Armed Forces Retirement Home (AFRH)                    | Défense        |                                     | 1          |
| National Oceanic and Atmospheric Administration (NOAA) | Commerce       | 5 avec FWS                          | 5          |
| United States Air Force (USAF)                         | Défense        |                                     | 1          |
| (duplications)                                         | (duplications) | (duplications)                      | (14)       |
| Total                                                  | Total          | Total                               | 129        |

## Liste
- Haut – A
- B
- C
- D
- E
- F
- G
- H
- I
- J
- K
- L
- M
- N
- O
- P
- Q
- R
- S
- T
- U
- V
- W
- X
- Y
- Z

| Nom                                                                 | Image                                     | Agence       | Lieu                                           | Coordonnées                   | Création          | Surface , | Visiteurs (2018) | Description |
| ------------------------------------------------------------------- | ----------------------------------------- | ------------ | ---------------------------------------------- | ----------------------------- | ----------------- | --------- | ---------------- | --- |
| Admiralty Island                                                    |                                           | USFS         | Alaska                                         | 57° 38′ N, 134° 21′ O         | 1er décembre 1978 | 4 127     |                  | Occupant la majeure partie de l'ile de l'Amirauté, la 7e plus grande des États-Unis, ce monument fait partie de la forêt nationale de Tongass, dans le sud-est de l'Alaska. Le monument protège la population la plus dense connue de l'ours brun sur Terre, ainsi que l'habitat du cerf à queue noire de Sitka. La plupart du monument a été désigné comme le Kootznoowoo Wilderness, limitant le développement futur. La mine de Greens Creek se trouve dans le monument. |
| African Burial Ground                                               |                                           | NPS          | New York                                       | 40° 42′ 52″ N, 74° 00′ 15″ O  | 27 février 2006   | 0,001     | 45 035           | Redécouvert en 1991 lors de fouilles pour un nouvel édifice fédéral, cet ancien cimetière qui contient les restes de plus de 400 Africains libres et esclaves enterrés aux XVIIe siècle et XVIIIe siècle a été désigné monument commémoratif historique national en 1993. |
| Agate Fossil Beds                                                   |                                           | NPS          | Nebraska                                       | 42° 24′ 58″ N, 103° 43′ 41″ O | 14 juin 1997      | 12,4      | 16 238           | La vallée de la rivière Niobrara est connue pour son grand nombre de fossiles de mammifères du Miocène bien conservés, datant d'environ 20 millions d'années. |
| Agua Fria                                                           |                                           | BLM          | Arizona                                        | 34° 09′ N, 112° 05′ O         | 11 janvier 2000   | 287       |                  | Situé autour du canyon de la rivière Agua Fria, il contient plus de 450 structures amérindiennes distinctes, y compris de grands pueblos dans plus de 100 chambres. |
| Aleutian Islands World War II                                       |                                           | FWS          | Alaska                                         | 52° 52′ N, 173° 10′ O         | 5 décembre 2008   | 20        |                  | Pendant la Seconde Guerre mondiale, le Japon a brièvement occupé les îles d’Attu et de Kiska dans la chaîne des Aléoutiennes. Le monument comprend le site de la bataille de 19 jours pour récupérer Attu, des artefacts de l'occupation à Kiska et le site de l'accident d'un libérateur américain du B-24D sur l'île d'Atka. À l'origine, le World War II Valor in the Pacific National Monument, classé et renommé le 12 mars 2019, faisait partie du World War II Valor in the Pacific National Monument,. |
| Alibates Flint Quarries                                             |                                           | NPS          | Texas                                          | 35° 34′ N, 101° 40′ O         | 21 août 1965      | 5,54      | 7 415            | Alibates était une carrière de silex de haute qualité, aux couleurs de l'arc-en-ciel, distribué dans les grandes plaines à l'époque précolombienne. Il est exploité conjointement avec la Lake Meredith National Recreation Area et comprend les ruines de plusieurs habitations indiennes de Plains Village. |
| Aniakchak                                                           |                                           | NPS          | Alaska                                         | 56° 54′ N, 158° 09′ O         | 1er décembre 1978 | 555       | 100              | Le mont Aniakchak, dont la caldeira s'est formée il y a 3 700 ans, et la région environnante constituent l'un des sites NPS les moins visités. Le lac Surprise, situé dans la profonde caldeira du volcan, s'étend sur 9,7 km de large et sur une profondeur de 760 m, et est la source de la rivière Aniakchak. |
| Avi Kwa Ame                                                         |                                           | BLM, NPS     | Nevada                                         | 35° 24′ N, 115° 00′ O         | 21 mars 2023      | 2051      |                  | Spirit Mountain (Avi Kwa Ame) est le site sacré pour les Quechans. Composée de la vallée d'Eldorado, de la vallée de Piute et des chaînes de montagnes environnantes du désert des Mojaves, la région abrite de vastes forêts d'arbres de Josué et constitue un habitat important pour des espèces telles que le mouflon d'Amérique, la tortue du désert et le monstre de Gila. |
| Aztec Ruins                                                         |                                           | NPS          | Nouveau-Mexique                                | 36° 50′ N, 107° 00′ O         | 24 janvier 1923   | 1,29      | 54 933           | Les ruines contiennent des structures de Pueblo du XIe siècle au XIIIe siècle avec plus de 400 salles de maçonnerie qui ont été identifiées à tort par les premiers colons américains comme étant Aztèques. Il a été inclus dans le site du patrimoine mondial de la culture Chaco, qui comprend également le Chaco Culture National Historical Park. |
| Baaj Nwaavjo I'tah Kukveni - Empreintes ancestrales du Grand Canyon |                                           | BLM, USFS    | Arizona                                        | 35° 54′ 00″ N, 112° 00′ 00″ O | 8 août 2023       | 3 713,5   |                  | Ce monument protège des terres des deux côtés du parc national du Grand Canyon qui revêtent une grande importance pour plusieurs nations tribales. Il comprend une partie de la forêt nationale de Kaibab. |
| Bandelier                                                           |                                           | NPS          | Nouveau-Mexique                                | 35° 47′ N, 106° 16′ O         | 11 février 1916   | 136       | 198 441          | Frijoles Canyon contient des maisons ancestrales de Pueblos, des kivas, des peintures rupestres et des pétroglyphes. Les structures de Pueblos en tuf volcanique datent de 1150, avec d'autres artefacts datant de plus de 11 000 ans. |
| Basin and Range                                                     |                                           | BLM          | Nevada                                         | 37° 54′ N, 115° 24′ O         | 10 juillet 2015   | 2 847     |                  | Les monts éloignés Irish, Seaman et Golden Gate Ranges entourent les Garden and Coal Valleys et le White River Narrows et abritent de nombreuses espèces du désert et des œuvres d'art rupestres vieilles de 4 000 ans,. |
| Bears Ears                                                          |                                           | BLM, USFS    | Utah                                           | 37° 38′ N, 109° 52′ O         | 28 décembre 2016  | 5500      |                  | Les Bears Ears sont une paire de buttes qui s'élèvent au-dessus de canyons de grès. Les autres points d’intérêt géologique comprennent les sommets jumeaux en forme de dôme Six Shooter, les pinacles en grès striés et les arches naturelles. La région élargie compte des dizaines de milliers de sites archéologiques, dont des œuvres d'art rupestre, d'anciennes falaises et des kivas cérémoniales. |
| Belmont-Paul Women's Equality                                       |                                           | NPS          | Washington                                     | 38° 53′ N, 77° 00′ O          | 12 avril 2016     | 0,001     | 9 081            | Maison du National Woman's Party depuis 1929, cette maison de style Adam fédéral près du Capitole des États-Unis était la maison où la chef du parti, Alice Paul, vivait et travaillait,. |
| Berryessa Snow Mountain                                             |                                           | USFS, BLM    | Californie                                     | 39° 13′ N, 122° 46′ O         | 10 juillet 2015   | 1 339     |                  | À moins de 160 km de la région de la baie de San Francisco, Berryessa Snow Mountain protège une partie de la chaîne côtière californienne, l'une des régions les plus riches en biodiversité de l'État, abritant des wapitis, des balbuzards, des loutres de rivière ainsi que la moitié des espèces de libellules de l'État et la deuxième population de pygargues à tête blanche hivernants en Californie. |
| Birmingham Civil Rights                                             |                                           | NPS          | Alabama                                        | 33° 30′ 47″ N, 86° 48′ 54″ O  | 12 janvier 2017   | 0,004     |                  | Préserve le A.G. Gaston Motel, qui a été bombardé par le KKK après que Martin Luther King Jr. et les dirigeants de la campagne de Birmingham y soient restés, provoquant l’émeute de Birmingham de 1963,. |
| Booker T. Washington                                                |                                           | NPS          | Virginie                                       | 37° 07′ 23″ N, 79° 45′ 58″ O  | 2 avril 1956      | 0,967     | 22 732           | Le Monument conserve des portions de la ferme à tabac de 207 acres sur laquelle Booker T. Washington, éducateur et leader des droits civiques, est né en esclavage le 5 avril 1856. Le site contient des répliques de la maison où Washington est né, dont un fumoir, un hangar de forgeron, un séchoir à tabac et un séchoir à chevaux. |
| Browns Canyon                                                       |                                           | BLM, USFS    | Colorado                                       | 38° 36′ 54″ N, 106° 03′ 32″ O | 19 février 2015   | 87,43     |                  | Protège les falaises de granit abruptes et les affleurements rocheux colorés surplombant la rivière Arkansas, où les visiteurs peuvent faire du rafting en eau vive. Les campings et abris préhistoriques remontent à 11 000 ans, tandis que les sites d'extraction d'or ont été conservés à la fin des années 1800. |
| Buck Island Reef                                                    |                                           | NPS          | Îles Vierges des États-Unis                    | 17° 47′ N, 64° 37′ O          | 28 décembre 1961  | 77        | 31 411           | La majeure partie de ce monument est submergé et contient un grand récif corallien qui abrite une grande variété de poissons de récif, de tortues de mer et de sternes. Elle est basée autour de Buck Island, une île inhabitée de 176 acres. |
| Cabrillo                                                            |                                           | NPS          | Californie                                     | 32° 40′ N, 117° 14′ O         | 14 octobre 1913   | 0,647     | 842 104          | Ce monument commémore le débarquement de Juan Rodríguez Cabrillo dans la baie de San Diego le 28 septembre 1542. Il s'agissait de la première expédition européenne sur ce qui allait devenir la côte ouest des États-Unis. Le monument comprend une statue de Cabrillo et des batteries d'artillerie côtière construites au XXe siècle servant à protéger le port de San Diego des navires de guerre ennemis. |
| California Coastal                                                  |                                           | BLM          | Californie                                     | 36° 53′ N, 122° 11′ O         | 11 janvier 2000   | 10,6      |                  | Ce monument assure la protection de plus de 20 000 îlots, récifs et affleurements rocheux de la côte californienne sur une distance de 22 km, le long de la côte californienne, longue de 1 350 km. |
| Camp Hale — Continental Divide                                      |                                           | USFS         | Colorado                                       | 39° 26′ N, 106° 22′ O         | 12 octobre 2022   | 217,7     |                  | Les soldats de la 10e division de montagne de l'armée américaine ont utilisé Camp Hale pour apprendre le ski, l'escalade et la raquette pour combattre dans les Alpes italiennes pendant la Seconde Guerre mondiale. Le camp fait partie de la forêt nationale de White River. |
| Camp Nelson Heritage                                                |                                           | NPS          | Kentucky                                       | 37° 47′ N, 84° 36′ O          | 26 octobre 2018   | 1,51      |                  | Fondé en 1863 en tant que dépôt de l'armée de l'Union pendant la guerre civile, Camp Nelson est devenu un important centre de recrutement pour les soldats de l'Union afro-américaine : un site clé d'émancipation pour ces soldats et un camp de réfugiés pour leurs familles. |
| Canyon de Chelly                                                    |                                           | NPS          | Arizona                                        | 36° 08′ N, 109° 28′ O         | 1er avril 1931    | 339       | 439 306          | Situé dans les limites de la nation Navajo, il préserve les vallées et les bords du Canyon de Chelly, du Canyon del Muerto et du Monument Canyon. Plusieurs habitations d'Anasazis sont construites dans les parois du canyon. |
| Canyons of the Ancients                                             |                                           | BLM          | Colorado                                       | 37° 22′ N, 109° 00′ O         | 9 juin 2000       | 713       |                  | Autour du Hovenweep National Monument, il préserve et protège plus de 6 000 sites archéologiques, la plus grande concentration aux États-Unis. Parmi ceux-ci, le Lowry Pueblo, datant de 1103, et le Painted Hand Pueblo construite par les Anasazis. |
| Cape Krusenstern                                                    |                                           | NPS          | Alaska                                         | 67° 25′ N, 163° 30′ O         | 1er décembre 1978 | 626       | 15 087           | Co-localisée avec le district archéologique NHLD Cape Krusenstern, cette plaine côtière contient de grands lagons et des collines calcaires. Les falaises enregistrent des milliers d'années de changements sur les rives de la mer des Tchouktches, ainsi que des preuves de quelque 9 000 années d'habitation humaine. |
| Capulin Volcano                                                     |                                           | NPS          | Nouveau-Mexique                                | 36° 47′ N, 103° 58′ O         | 9 août 1916       | 3,21      | 67 411           | Capulin est un volcan éteint datant d'environ 59 000 ans et faisant partie du champ volcanique Raton-Clayton. Le cratère a une profondeur de 120 m et son bord mesure plus de 460 m de diamètre. |
| Carlisle Federal Indian Boarding School                             |                                           | NPS, US Army | Pennsylvanie                                   | 40° 13′ N, 77° 11′ O          | 9 décembre 2024   | 0,1       |                  | L'école industrielle indienne de Carlisle était le pensionnat indien phare des États-Unis depuis sa fondation en 1879 jusqu'en 1918, servant de symbole important des efforts d'assimilation culturelle des Amérindiens par le gouvernement fédéral. |
| Carrizo Plain                                                       |                                           | BLM          | Californie                                     | 35° 10′ N, 119° 45′ O         | 12 janvier 2001   | 854       |                  | La plaine de Carrizo est la plus grande prairie indigène restante en Californie. Il contient une partie de la faille de San Andreas et est entouré par la chaîne de Temblor et la chaîne de Caliente. Au centre de la plaine se trouve le lac Soda, près de Painted Rock. |
| Casa Grande Ruins                                                   |                                           | NPS          | Arizona                                        | 32° 59′ N, 111° 32′ O         | 3 août 1918       | 1,91      | 62 995           | Ce monument conserve un ensemble de structures construites au début du XIIIe siècle dans la vallée de Gila. Le site a été habité par le peuple Hohokam jusqu'à leur abandon au milieu du XVe siècle. |
| Cascade–Siskiyou                                                    |                                           | BLM          | Oregon, Californie                             | 42° 05′ N, 122° 28′ O         | 9 juin 2000       | 264       |                  | L'un des écosystèmes les plus divers de la chaîne des Cascades, il compte plus de 100 sites d'habitation et de racines appartenant aux tribus Modoc, Klamath et Shasta. |
| Castner Range                                                       |                                           | US Army      | Texas                                          | 31° 53′ 56″ N, 106° 27′ 59″ O | 21 mars 2023      | 27,0      |                  | Situé dans le désert de Chihuahua, il comprend 41 sites archéologiques qui témoignent d'une présence humaine datant de 6 000 av. J.-C. Le site a été utilisé comme champ de tir pour Fort Bliss pendant 40 ans et fait toujours l'objet de travaux de dépollution de munitions. |
| Castillo de San Marcos                                              |                                           | NPS          | Floride                                        | 29° 53′ 53″ N, 81° 18′ 40″ O  | 15 octobre 1924   | 0,078     | 748 058          | Ce fort espagnol près de Saint Augustine, appelé Fort Marion lorsqu’il a été protégé pour la première fois, a servi pendant 205 ans sous quatre drapeaux différents. Construit en 1672, il participa à des sièges avec les Britanniques sous le commandement espagnol, la révolution américaine sous la Grande-Bretagne, la guerre civile sous la Confédération , les guerres séminoles et la guerre hispano-américaine sous les États-Unis. |
| Castle Clinton                                                      |                                           | NPS          | New York                                       | 40° 42′ 13″ N, 74° 01′ 01″ O  | 12 août 1946      | 0,004     | 4 533 564        | Un fort de grès circulaire construit en 1811 à la pointe sud de Manhattan pour protéger New York des Britanniques, Castle Clinton est maintenant situé à Battery Park. Il devint plus tard un café en plein air, un théâtre, la première station d'immigration (antérieure à Ellis Island) et un aquarium public. |
| Castle Mountains                                                    |                                           | NPS          | Californie                                     | 35° 15′ N, 115° 07′ O         | 12 février 2016   | 85,1      |                  | Les Castle Mountains sont situées dans le désert des Mojaves. Il protège les prairies désertiques abritant les forêts de Joshua Tree, la faune, y compris les aigles royaux et les mouflons d'Amérique, et les sites historiques des Amérindiens,. |
| Cedar Breaks                                                        |                                           | NPS          | Utah                                           | 37° 38′ N, 112° 51′ O         | 22 août 1933      | 24,9      | 644 515          | Amphithéâtre naturel semblable aux formations du parc national de Bryce Canyon, il s'étend sur 4,8 km et atteint une profondeur de plus de 610 m |
| César E. Chávez                                                     |                                           | NPS          | Californie                                     | 35° 13′ 38″ N, 118° 33′ 41″ O | 8 octobre 2012    | 0,472     | 12 769           | Ce monument commémore la vie et le travail du dirigeant syndical et militant des droits civils, Cesar Chavez. Appelé La Paz, le site a été la maison de Chavez pendant environ 20 ans, et sa tombe est sur les lieux. C'est également le lieu du siège d'United Farm Workers, fondé par Chavez,. |
| Charles Young Buffalo Soldiers                                      |                                           | NPS          | Ohio                                           | 39° 42′ 26″ N, 83° 53′ 25″ O  | 25 mars 2013      | 0,241     | 31 448           | Charles Young a été le premier Afro-Américain à atteindre le rang de colonel de l'armée américaine. Il a également été le premier surintendant des parcs nationaux Sequoia et General Grant, et professeur à l'Université de Wilberforce. Sa maison à Wilberforce est un musée commémorant sa vie,. |
| Chimney Rock                                                        |                                           | USFS         | Colorado                                       | 37° 11′ 30″ N, 107° 18′ 23″ O | 21 septembre 2012 | 19,1      |                  | Joyau de la forêt nationale de San Juan, le site abritait autrefois les ancêtres des Pueblos modernes. Il y a environ 1 000 ans, le peuple ancêtre des Pueblos a construit plus de 200 maisons et bâtiments cérémoniels au-dessus du fond de la vallée. |
| Chiricahua                                                          |                                           | NPS          | Arizona                                        | 32° 01′ N, 109° 21′ O         | 18 avril 1924     | 48,7      | 60 577           | Ces piliers de tuf volcanique sont les vestiges érodés d'une immense éruption volcanique qui a secoué la région il y a quelque 27 millions d'années. Il s'appelait le pays des roches dressées par les Apaches. |
| Colorado                                                            |                                           | NPS          | Colorado                                       | 39° 02′ N, 108° 41′ O         | 24 mai 1911       | 83,1      | 375 467          | Le monument s'étend sur la largeur du parc et comprend des formations rocheuses formées par l'érosion.Il couvre des terres semi-désertiques élevées sur le plateau du Colorado et abrite une faune et une flore diversifiée, notamment des pins, des genévriers, des corbeaux, des geais, des mouflons du désert et des coyotes, et il est possible de faire de nombreuses activités de loisirs. |
| Craters of the Moon                                                 |                                           | NPS, BLM     | Idaho                                          | 43° 25′ N, 113° 31′ O         | 2 mai 1924        | 216       | 263 506          | L'une des zones de trapp les mieux préservées du continent américain, elle comprend trois champs de lave le long du Great Rift of Idaho, ainsi que les fissures de rift les plus profondes du monde et d'autres caractéristiques volcaniques, |
| Devils Postpile                                                     |                                           | NPS          | Californie                                     | 37° 30′ N, 119° 05′ O         | 6 juillet 1911    | 3,24      | 139 724          | Ce monument, qui faisait autrefois partie du parc national de Yosemite, est une falaise sombre de basalte en colonnes créée par une coulée de lave il y a au moins 100 000 ans. Il a également les chutes Rainbow, haute de 31 m. |
| Devils Tower                                                        |                                           | NPS          | Wyoming                                        | 44° 35′ N, 104° 43′ O         | 24 septembre 1906 | 5,45      | 468 216          | La tour est un monolithe constitué de roches ignées, notamment plutoniques, s’élevant à 386 m au-dessus du terrain environnant. Proclamé par Theodore Roosevelt, ce fut le premier monument national. |
| Dinosaur                                                            |                                           | NPS          | Colorado, Utah                                 | 40° 32′ N, 108° 59′ O         | 4 octobre 1915    | 850       | 304 468          | Ce lit de grès et de conglomérat situé au confluent des rivières Green et Yampa a été formé à l’époque du Jurassique et contient des fossiles de dinosaures, notamment l’Allosaurus, ainsi que divers sauropodes à long cou et à longue queue. |
| Effigy Mounds                                                       |                                           | NPS          | Iowa                                           | 43° 05′ N, 91° 11′ O          | 25 octobre 1949   | 10,22     | 55 576           | Ce monument conserve trois sites préhistoriques avec 206 buttes préhistoriques remarquables pour 31 monticules inhabituels en forme de mammifères, d'oiseaux ou de reptiles. |
| El Malpais                                                          |                                           | NPS          | Nouveau-Mexique                                | 34° 53′ N, 108° 03′ O         | 31 décembre 1987  | 462       | 154 368          | Une coulée de lave extrêmement rugueuse et accidentée couvre une grande partie du parc, remplissant un grand bassin bordé de grès plus élevés qui forment de grandes falaises sculptées par le vent. Il possède des grottes en tunnel de lave qui s'étendent sur 27 km et le Cebolla Wilderness, une zone boisée abritant des peintures rupestres préhistoriques et le sentier Zuni-Acoma, une ancienne route commerciale de Pueblo. |
| El Morro                                                            |                                           | NPS          | Nouveau-Mexique                                | 35° 02′ N, 108° 21′ O         | 8 décembre 1906   | 5,18      | 65 453           | Sur le site d'un ancien sentier est-ouest se trouve un grand promontoire de grès avec une mare d'eau à sa base. Il y a des inscriptions du XVIIe siècle ainsi que des pétroglyphes plus anciens fabriqués par les Anasazis. |
| Monument Emmett Till et Mamie Till-Mobley                           |                                           | NPS          | Illinois, Mississippi                          | multi-site                    | 25 juillet 2023   | 0         |                  | Trois sites historiques honorent la mémoire d'Emmett Till, un garçon afro-américain de 14 ans qui a été lynché dans le Mississippi en 1955 à l'âge de 14 ans, et à sa mère et de sa mère Mamie Till-Mobley, figures du mouvement des droits civiques : le site de Graball Landing, près de Glendora, où les autorités ont retrouvé le corps mutilé d’Emmett Till ; l’église Roberts Temple Church of God in Christ (en) de Chicago, où Mamie Till-Mobley a organisé les funérailles de son fils à cercueil ouvert afin que « les gens voient » ce qu’elle a vu ; le palais de justice du comté de Tallahatchie à Sumner, où deux des assassins d’Emmett Till ont comparu et ont été toutefois acquittés.                   |
| Florissant Fossil Beds                                              |                                           | NPS          | Colorado                                       | 38° 55′ N, 105° 16′ O         | 20 août 1969      | 25,5      | 79 568           | D'immenses séquoias pétrifiés et des fossiles incroyablement détaillés d'insectes et de plantes anciennes révèlent un paysage très différent dans le Colorado, il y a près de 35 millions d'années, à l'époque éocène. |
| Fort Frederica                                                      |                                           | NPS          | Géorgie                                        | 31° 13′ 26″ N, 81° 23′ 35″ O  | 26 mai 1936       | 1,23      | 183 591          | Construits par James Oglethorpe entre 1736 et 1748, ces vestiges d’un fort et d’une ville protégeaient la frontière sud de la colonie britannique de Géorgie des raids espagnols. Le fort se trouve à quelques kilomètres du site de la bataille de Bloody Marsh. |
| Fort Matanzas                                                       |                                           | NPS          | Floride                                        | 29° 42′ 54″ N, 81° 14′ 20″ O  | 15 octobre 1924   | 1,22      | 608 103          | Ce fort espagnol de 1740 gardait le chenal Matanzas Inlet, l'embouchure sud de la rivière Matanzas, qui permettait d'accéder à Saint Augustine. Le monument est géré conjointement avec le Monument national de Castillo de San Marcos et protège également 0,40 km2 d' îles de marais salants et de barrières. |
| Fort McHenry                                                        |                                           | NPS          | Maryland                                       | 39° 15′ 47″ N, 76° 34′ 44″ O  | 3 mars 1925       | 0,175     | 486 113          | Seul lieu désigné monument national et sanctuaire historique, Fort McHenry est un fort en forme d'étoile, mieux connu pour son rôle dans la guerre de 1812, lorsqu'il a défendu avec succès le port de Baltimore contre une attaque de la marine britannique. Cela a inspiré Francis Scott Key à écrire The Star-Spangled Banner. |
| Fort Monroe                                                         |                                           | NPS          | Virginie                                       | 37° 00′ 14″ N, 76° 18′ 29″ O  | 1er novembre 2011 | 1,49      |                  | Le fort étoilé à six faces couvre l’histoire américaine du XVIIe siècle au XXI : les voyages du capitaine John Smith, un havre de liberté pour les esclaves pendant la guerre civile et un bastion de défense pour la baie de Chesapeake. |
| Fort Ord                                                            |                                           | BLM          | Californie                                     | 36° 38′ 21″ N, 121° 44′ 07″ O | 20 avril 2012     | 59,3      |                  | Fort Ord était un poste de l'armée de 1917 à 1994. Il dispose désormais de sentiers de loisirs et de divers animaux sauvages dans les écosystèmes de prairies, de chaparral et de forêts |
| Fort Pulaski                                                        |                                           | NPS          | Géorgie                                        | 32° 01′ 37″ N, 80° 53′ 24″ O  | 15 octobre 1924   | 22,76     | 419 930          | En 1862, pendant la guerre civile américaine, l'Union Army testa avec succès un canon rayé contre les Confédérés en défense, rendant les fortifications en briques obsolètes. Le fort Pulaski a également été utilisé comme camp de prisonniers de guerre. Le monument national comprend la majeure partie de l'île Cockspur (contenant le fort) et l'ensemble de l'île McQueens adjacente. |
| Fort Stanwix                                                        |                                           | NPS          | New York                                       | 43° 13′ 05″ N, 75° 27′ 32″ O  | 21 août 1935      | 0,063     | 90 507           | Le fort Stanwix gardait un portage stratégique du XVIIIe siècle, connu sous le nom de Oneida Carrying. Il a été construit pendant la Guerre de la Conquête (1754-1763). Le fort résiste avec succès au siège de 1777 imposé par une armée d'invasion britannique lors de la campagne de Saratoga pendant la guerre d'indépendance américaine. Effacé par le développement de Rome (New York), il a été reconstruit en tant que monument national à la fin des années 1970. |
| Fort Union                                                          |                                           | NPS          | Nouveau-Mexique                                | 35° 55′ 30″ N, 105° 00′ 32″ O | 5 avril 1956      | 2,92      | 10 860           | Poste militaire frontière et dépôt d’approvisionnement à la fin du XIXe siècle, il permettait le contrôle du territoire du Nouveau-Mexique conquis lors de la guerre américano-mexicaine de 1846-1848 et pour protéger les trains commerciaux de la Piste de Santa Fe des raids indiens. |
| Fossil Butte                                                        |                                           | NPS          | Wyoming                                        | 41° 52′ N, 110° 46′ O         | 23 octobre 1972   | 33,2      | 21 349           | Fossil Butte préserve la formation de la Green River, vieillede 50 millions d'années, le meilleur enregistrement paléontologique de communautés aquatiques tertiaires en Amérique du Nord. Des fossiles, notamment des poissons, des alligators, des chauves-souris, des tortues, des chevaux de la taille d'un chien, des insectes et de nombreuses autres espèces de plantes et d'animaux suggèrent que la région était un bassin d'eau douce subtropical où les sédiments se sont accumulés pendant environ deux millions d'années. |
| Propriété Frances Perkins                                           |                                           | NPS          | Maine                                          | 33° 39′ 29″ N, 85° 49′ 52″ O  | 16 décembre 2024  | 0,23      |                  | Frances Perkins est devenue la première femme à siéger au Cabinet lorsqu'elle a été nommée Secrétaire au Travail en 1933. Perkins a vécu dans cette maison dans son enfance puis par intermittence tout au long de sa vie. |
| Freedom Riders                                                      |                                           | NPS          | Alabama                                        | 33° 39′ 29″ N, 85° 49′ 52″ O  | 12 janvier 2017   | 0,024     |                  | Préserve deux sites situés à Anniston, en Alabama et dans les environs, pendant le mouvement afro-américain des droits civiques - une ancienne gare routière de Greyhound dans la ville où les Freedom Rides ont été attaqués par une foule raciste et à l'extérieur de la ville, où leur bus a été incendié,. |
| George Washington Birthplace                                        |                                           | NPS          | Virginie                                       | 38° 11′ 10″ N, 76° 55′ 50″ O  | 23 janvier 1930   | 2,64      | 111 058          | Représentant des fermes de tabac de Virginie du XVIIIe siècle, ce site est le lieu de naissance et l’enfance de George Washington. L’entrée comprend un obélisque commémoratif en marbre du Vermont, qui est une réplique du Washington Monument à Washington, à l’échelle du dixième. Le monument abrite également le cimetière familial de Washington. |
| George Washington Carver                                            |                                           | NPS          | Missouri                                       | 36° 59′ 10″ N, 94° 21′ 14″ O  | 14 juillet 1943   | 0,85      | 44 411           | Le site conserve la ferme de Moses Carver, qui était la maison de jeunesse de George Washington Carver, scientifique et éducateur qui a mis au point de nombreuses utilisations des arachides 'était le premier monument national dédié à un afro-américain et le premier à un non-président |
| Giant Sequoia                                                       |                                           | USFS         | Californie                                     | 36° 02′ N, 118° 30′ O         | 15 avril 2000     | 1 427     |                  | Le monument comprend 38 des 39 bosquets de séquoias géants de la forêt nationale de Sequoia, soit environ la moitié des bosquets de séquoias existants. Cela comprend l'un des dix plus grands séquoias géants, l'arbre Boole. Ses deux parties se situent autour des parcs nationaux Kings Canyon et Sequoia. |
| Gila Cliff Dwellings                                                |                                           | NPS          | Nouveau-Mexique                                | 33° 14′ N, 108° 17′ O         | 16 novembre 1907  | 2,16      | 79 108           | Situés dans les étendues sauvages de Gila, les habitants de la culture mogollon vivaient dans ces falaises situées à moins de 55 m au-dessus du fond du canyon, des années 1280 au début du XIVe siècle. Ils vivaient dans cinq grottes avec 46 chambres. |
| Gold Butte                                                          |                                           | BLM          | Nevada                                         | 36° 16′ 52″ N, 114° 12′ 04″ O | 28 décembre 2016  | 1 201     |                  | Paysage du désert de Mojave composé de canyons, de montagnes boisées, de peintures rupestres anciennes, d'abris rocheux, de fosses à rôtir et d'une ville fantôme minière,. |
| Governors Island                                                    |                                           | NPS          | New York                                       | 40° 41′ 28″ N, 74° 00′ 58″ O  | 19 janvier 2001   | 0,093     | 589 798          | Entre 1783 et 1966, Governors Island dans le port de New York était un poste de l’ armée et, de 1966 à 1996, une installation des garde-côtes. Castle Williams et Fort Jay, situés sur l’île, servent d’avant-postes pour protéger la ville de New York contre les attaques maritimes. |
| Grand Canyon-Parashant                                              |                                           | BLM, NPS     | Arizona                                        | 36° 24′ N, 113° 42′ O         | 11 janvier 2000   | 4 131     |                  | Situé au nord du Grand Canyon, ce paysage diversifié comprend un ensemble de ressources scientifiques et historiques. Environ 81 des 4 130 km2 du monument se trouvent également dans la Lake Mead National Recreation Area ; Grand Canyon-Parashant n'est pas considéré comme une unité NPS officielle. Il n'y a pas de routes pavées ou de services pour les visiteurs |
| Grand Portage                                                       |                                           | NPS          | Minnesota                                      | 47° 58′ N, 89° 41′ O          | 27 janvier 1960   | 2,87      | 94 137           | Le Grand Portage lui-même est un sentier pédestre de 13,7 km qui contourne une série de cascades sur la rivière Pigeon, près du lac Supérieur. La région était une voie commerciale vitale et un centre d'activité de la traite des fourrures, ainsi qu'un site du patrimoine Ojibwé. |
| Grand Staircase-Escalante                                           |                                           | BLM          | Utah                                           | 37° 24′ N, 111° 41′ O         | 18 septembre 1996 | 7 631     |                  | Préservant plus de 4 000 km2, le monument comprend le Grand Staircase, le plateau de Kaiparowits et les canyons de l'Escalante. Remarquable pour ses découvertes paléontologiques et sa géologie, il a été le premier monument à être entretenu par le Bureau of Land Management. |
| Hagerman Fossil Beds                                                |                                           | NPS          | Idaho                                          | 42° 47′ N, 114° 57′ O         | 18 novembre 1988  | 17,6      | 26 477           | Ce monument contient la plus grande concentration de fossiles de chevaux Hagerman en Amérique du Nord. Il protège les plus riches gisements de fossiles connus de la fin du Pliocène, il y a 3,5 millions d'années. Ces plantes et ces animaux représentent le dernier aperçu du temps qui existait avant l'âge de glace et les toutes premières apparitions de la faune et de la flore modernes. |
| Hanford Reach                                                       |                                           | FWS, DOE     | Washington                                     | 46° 29′ N, 119° 32′ O         | 8 juin 2000       | 787       |                  | Créée à partir de ce qui était autrefois la zone tampon de sécurité entourant le complexe nucléaire de Hanford, cette zone n’a pas été touchée par le développement ni par l’agriculture depuis 1943. La zone fait partie du plateau du fleuve Columbia, formé par les coulées de laves basaltiques et l’érosion hydrique et est nommée d'après l'Hanford Reach, la dernière section à écoulement libre de la rivière Columbia. |
| Harriet Tubman Underground Railroad                                 |                                           | FWS          | Maryland                                       |                               | 25 mars 2013      | 1,94      |                  | Harriet Tubman était un conducteur du chemin de fer clandestin, menant des dizaines d'esclaves à la liberté. Ce monument comprend des sites liés à la vie de Tubman, notamment le canal de Stewart construit par des esclaves et la maison de Jacob Jackson. Les zones du monument national qui sont gérées par le NPS ont été désignées parc national historique. |
| Hohokam Pima                                                        |                                           | NPS          | Arizona                                        | 33° 11′ N, 111° 55′ O         | 21 octobre 1972   | 6,84      |                  | Hohokam Pima fait partie de la réserve indienne de Gila River et n'est pas ouvert au public. Le monument conserve Snaketown, vestiges archéologiques de la culture Hohokam, qui vivaient dans la région jusqu'en 1500. |
| Homestead                                                           |                                           | NPS          | Nebraska                                       | 40° 17′ 06″ N, 96° 49′ 19″ O  | 19 mars 1936      | 0,854     | 68 091           | Le Congrès des États-Unis a reconnu que la propriété de Daniel Freeman était le premier homestead de la nation obtenu grâce au Homestead Act de 1862. Le monument abrite un centre d'accueil des visiteurs, une étendue de prairie à herbes hautes et la Freeman School. |
| Hovenweep                                                           |                                           | NPS          | Colorado, Utah                                 | 37° 23′ N, 109° 05′ O         | 2 mars 1923       | 3,18      | 40 574           | Hovenweep contient six groupes de ruines amérindiennes. Holly Canyon, Hackberry Canyon, Cutthroat Castle et Goodman Point sont au Colorado et Square Tower et Cajon sont dans l'Utah. Les Anasazis ont vécu dans la région de Hovenweep de 1150 à 1350. |
| Ironwood Forest                                                     |                                           | BLM          | Arizona                                        | 32° 28′ N, 111° 34′ O         | 9 juin 2000       | 522       |                  | Situé dans le désert de Sonora, le monument contient d'importantes concentrations d'olneya tesota et des espèces animales et végétales menacées d'extinction. Plus de 200 sites archéologiques Hohokam et Paléoamaricains ont été identifiés entre 600 et 1450 apr. J.-C.. |
| Jewel Cave                                                          |                                           | NPS          | Dakota du Sud                                  | 43° 44′ N, 103° 50′ O         | 7 février 1908    | 5,15      | 142 356          | Jewel Cave est la troisième plus longue grotte du monde, avec plus de 314 km de passages cartographiés sous les Black Hills du Dakota du Sud. L'entrée a été découverte par les mineurs en 1900 et a été nommée pour ses cristaux de calcite. |
| John Day Fossil Beds                                                |                                           | NPS          | Oregon                                         | 44° 40′ N, 120° 03′ O         | 26 octobre 1974   | 56,9      | 204 621          | Situés dans le bassin de la rivière John Day, le monument renferme un registre complet et bien préservé de plantes et d'animaux fossiles datant de plus de 40 des 65 millions d'années de l'ère cénozoïque. Le monument est divisé en trois unités : Painted Hills, du nom de ses stratifications délicatement colorées ; Sheep Rock ; et Clarno. |
| Jurassic                                                            |                                           | BLM          | Utah                                           | 39° 19′ N, 110° 41′ O         | 12 mars 2019      | 3,4       |                  | Plus de 12 000 os d'au moins 74 dinosaures ont déjà été découverts dans la carrière Cleveland-Lloyd, ce qui en fait le site paléontologique avec la plus grande concentration d'os de la période Jurassique. Les os proviennent d'une variété d'espèces principalement carnivores (plus de la moitié d'Allosaurus) et on ne sait pas pourquoi ils sont mélangés,. |
| Kasha-Katuwe Tent Rocks                                             |                                           | BLM          | Nouveau-Mexique                                | 35° 40′ N, 106° 25′ O         | 17 janvier 2001   | 18,8      |                  | Kasha-Katuwe est connue pour sa géologie des couches de roche volcanique et de cendres déposées par une explosion volcanique. Au fil du temps, l'altération et l'érosion de ces couches ont créé des canyons et des cheminées de fée. |
| Katahdin Woods and Waters                                           |                                           | NPS          | Maine                                          | 45° 58′ N, 68° 37′ O          | 24 août 2016      | 354       |                  | Le monument national Katahdin Woods and Waters protège les montagnes et la nature sauvage dans les bois du nord du Maine, y compris une partie de la rivière East Branch Penobscot. Il borde la partie orientale du parc d'État Baxter. |
| Lava Beds                                                           |                                           | NPS          | Californie                                     | 41° 43′ N, 121° 31′ O         | 21 novembre 1925  | 189       | 127 771          | C'est le site de la plus grande concentration de grottes à tunnels de lave en Amérique du Nord. Il comprend également Petroglyph Point, l'un des plus grands panneaux d'art rupestre amérindien. Le monument se trouve sur le flanc nord-est du volcan Medicine Lake, le plus grand volcan de la chaîne des Cascades. |
| Little Bighorn Battlefield                                          |                                           | NPS          | Montana                                        | 45° 34′ N, 107° 26′ O         | 1er juillet 1940  | 3,10      | 272 591          | La bataille de Little Bighorn de 1876 entre la 7e cavalerie de George Armstrong Custer et une combinaison des forces des Lakotas, des Cheyennes du Nord et des Arapahos dirigée par Sitting Bull et Crazy Horse s’y déroula. |
| Marianas Trench Marine                                              |                                           | NOAA, FWS    | Northern Mariana Islands, Guam                 | 20° N, 145° E                 | 6 janvier 2009    | 247 172   |                  | Ce monument marin comprend les eaux et les terres submergées des trois îles les plus septentrionales des îles Mariannes, les terres submergées de 21 sites volcaniques désignés et la fosse des Mariannes, le lieu le plus profond de la Terre,. |
| Medgar and Myrlie Evers Home                                        |                                           | NPS          | Mississippi                                    | 32° 20′ 28″ N, 90° 12′ 47″ O  | 12 mars 2019      |           |                  | Medgar Evers était un activiste des droits civiques qui a été secrétaire de terrain pour la NAACP dans le but de mettre fin à la ségrégation et de promouvoir le droit de vote au Mississippi. Il a été assassiné devant sa maison à Jackson par un suprémaciste blanc en 1963. Son épouse, Myrlie, a déménagé mais est restée propriétaire de la maison jusqu'en 1993 et ??a ensuite présidé la NAACP,. |
| Military Working Dog Teams                                          |                                           | USAF         | Texas                                          | 29° 23′ 24″ N, 98° 37′ 01″ O  | 28 octobre 2013   |           |                  | Le monument de la base aérienne de Lackland, est composé d'un ensemble de statues en bronze érigées en l'honneur des chiens militaires ayant servi dans les forces armées des États-Unis depuis la Seconde Guerre mondiale. |
| Mill Springs Battlefield                                            | Rows of white headstones near small hills | NPS          | Kentucky                                       | 37° 04′ N, 84° 44′ O          | 12 mars 2019      |           |                  | La bataille de Mill Springs a eu lieu sur ce site en janvier 1862 et constituait la première victoire majeure de l'Union Army. La bataille d'un jour a vu les forces de l'Union dirigées par George Henry Thomas battre les régiments confédérés dirigés par Felix Zollicoffer, décédé au combat. Le site est maintenant en grande partie un champ ouvert avec un centre d'accueil adjacent au cimetière national de Mill Springs,. |
| Misty Fjords                                                        |                                           | USFS         | Alaska                                         | 55° 37′ N, 130° 37′ O         | 1er décembre 1978 | 9 284     |                  | Situé dans la forêt nationale de Tongass et appelé The Yosemite of the North pour sa géologie similaire, il contient également le gisement de molybdène Quartz Hill, probablement le plus grand gisement de ce type au monde. Tout au long du monument, un granit de couleur claire , vieux de 50 à 70 millions d’années (époque éocène à crétacé), a été sculpté par les glaciers qui creusaient de profondes cuvettes en forme de U. Les chèvres de montagne vivent dans les hautes altitudes, tandis que les ours bruns et noirs sont également communs. |
| Mojave Trails                                                       |                                           | BLM          | Californie                                     | 34° 36′ N, 116° 00′ O         | 12 février 2016   | 6 475     |                  | Le monument comprend plusieurs chaînes de montagnes escarpées, d'anciennes coulées de lave dans le cratère d'Amboy et les dunes de Cadix. Les caractéristiques humaines sont les routes commerciales des Amérindiens, les camps d’entraînement de l’ère de la Seconde Guerre mondiale et un segment non développé de la Route 66,. |
| Montezuma Castle                                                    |                                           | NPS          | Arizona                                        | 34° 37′ N, 111° 50′ O         | 8 décembre 1906   | 4,11      | 390151           | Le château de Montezuma abrite des habitations construites dans les falaises par les peuples précolombiens Sinagua entre 1100 et 1400 apr. J.-C. Le nom du site est impropre dans la mesure où il n'a aucun lien avec Moctezuma. Cependant, certaines tribus indigènes modernes ayant des liens avec le site incluent les Yavapais, les Hopis et les Zunis. Le monument comprend également le puits de Montezuma, qui est utilisé pour l'irrigation depuis le VIIIe siècle. |
| Mount St. Helens Volcanic                                           |                                           | USFS         | Washington                                     | 46° 14′ N, 122° 11′ O         | 27 août 1982      | 458       |                  | À la suite de l' éruption du mont St. Helens en 1980, il a fallu laisser l'environnement réagir de manière naturelle à la perturbation. Le cratère volcanique est entouré d'une plaine de ponce avec des dépôts provenant du glissement de terrain, d'arbres préservés soufflés par le vent et du tunnel de lave de la grotte Ape. |
| Muir Woods                                                          |                                           | NPS          | Californie                                     | 37° 53′ N, 122° 35′ O         | 9 janvier 1908    | 2,24      | 957 932          | Faisant partie de la Golden Gate National Recreation Area, il protège l’un des derniers vieux peuplements de séquoias de la côte dans la région de la baie de San Francisco, ainsi que l’un des plus facilement accessibles. |
| Natural Bridges                                                     |                                           | NPS          | Utah                                           | 37° 35′ N, 110° 00′ O         | 16 avril 1908     | 30,9      | 103 118          | Situé à la jonction de White Canyon et Armstrong Canyon, il fait partie du bassin versant du fleuve Colorado. Il présente les deuxième et troisième plus grands ponts naturels de l'hémisphère occidental, sculptés dans le grès blanc du Trias de la Cedar Mesa Sandstone, qui a donné son nom à White Canyon. |
| Navajo                                                              |                                           | NPS          | Arizona                                        | 36° 41′ N, 110° 32′ O         | 20 mars 1909      | 1,46      | 61 195           | Ce monument conserve trois des habitations de falaises les plus intactes des Anasazis. Le monument est élevé sur le plateau de Shonto dans le nord de l'Arizona. |
| Newberry Volcanic                                                   |                                           | USFS         | Oregon                                         | 43° 41′ N, 121° 15′ O         | 5 novembre 1990   | 232       |                  | Situé dans la forêt nationale de Deschutes, le monument protège la zone autour du volcan Newberry et ses caractéristiques géologiques, notamment Lava Butte et Lava River Cave. Le site volcanique est toujours actif sur le plan géothermique et comprend des lacs et d’anciens champs de coulée de lave. |
| Northeast Canyons and Seamounts Marine                              |                                           | NOAA, FWS    | Océan Atlantique                               | 40° 24′ N, 68° 00′ O          | 15 septembre 2016 | 12 725    |                  | Le monument protège quatre monts sous-marins et trois canyons très profonds sur le plateau continental à 160 km de la côte du Massachusetts, qui abrite plusieurs espèces en voie de disparition,. |
| Oregon Caves                                                        |                                           | NPS          | Oregon                                         | 42° 06′ N, 123° 25′ O         | 12 juillet 1909   | 18,4      | 67 417           | Le monument est connu pour ses grottes de marbre, ainsi que pour les fossiles du jaguar et du grizzli datant du Pléistocène trouvés dans les grottes les plus profondes. Il y a quatre bâtiments principaux appartenant au monument : l'Oregon Caves Chateau, The Ranger Residence, The Chalet, et le Old Dormitory. |
| Organ Pipe Cactus                                                   |                                           | NPS          | Arizona                                        | 32° 02′ N, 112° 52′ O         | 13 avril 1937     | 1 338     | 260 375          | Ce monument est le seul endroit aux États-Unis où le cactus orgue pousse de manière sauvage. Il existe de nombreux autres types de cactus et de flore du désert originaires du désert de Sonora. Les ranchs Bates Well et Dos Lomitas font également partie du monument. |
| Organ Mountains-Desert Peaks                                        |                                           | BLM          | Nouveau-Mexique                                | 32° 18′ N, 106° 33′ O         | 21 mai 2014       | 1 698     |                  | La zone protégée comprend cinq chaînes de montagnes qui se dressent au-dessus du désert de Chihuahua : Robledo Mountains, Sierra de las Uvas, Doña Ana Mountains, Organ Mountains et West Potrillo Mountains. Il existe environ 8850 espèces de plantes vasculaires et la région est populaire pour la randonnée et l'escalade. |
| Pacific Remote Islands Marine                                       |                                           | NOAA, FWS    | Îles mineures éloignées des États-Unis         | 16° 45′ N, 169° 31′ O         | 6 janvier 2009    | 1 270 479 |                  | Le monument se compose de l'Île Baker, l'île Howland, Jarvis, l'atoll Johnston, le récif Kingman, l'atoll Palmyra et l'atoll Wake, qui se trouvent dans l' océan Pacifique sud - ouest d'Hawaï. Il a été élargi en 2014 pour inclure les océans à 370 km au large, soit une taille environ 16 fois plus grande. |
| Papahānaumokuākea                                                   |                                           | NOAA, FWS    | Hawaii, Îles mineures éloignées des États-Unis | 25° 42′ N, 171° 44′ O         | 15 juin 2006      | 1 508 866 |                  | Le monument marin comprend les eaux océaniques et 10 îles et atolls du nord-ouest des îles hawaïennes, dont l'atoll de Midway. Le monument a été créé en 2006 avec 362 070 km2 et ses limites ont été élargies le 26 août 2006, ce qui a plus que quadruplé la superficie pour devenir la plus grande zone protégée de la Terre, de taille presque équivalente à celle du golfe du Mexique. L'archipel du nord-ouest des îles Hawaï est le plus grand site de collecte d'oiseaux de mer de la planète, avec plus de 14 millions d'oiseaux de 22 espèces, et abrite presque tous les albatros de Laysan et les derniers phoques moines d'Hawaii menacés d'extinction. Il a été déclaré site du patrimoine mondial en 2010,. |
| Petroglyph                                                          |                                           | NPS          | Nouveau-Mexique                                | 35° 10′ N, 106° 46′ O         | 27 juin 1990      | 29,2      | 268 613          | Ce monument protège une variété de ressources culturelles et naturelles, dont cinq cônes volcaniques, des centaines de sites archéologiques et environ 25 000 dessins sculptées par les peuples autochtones et les premiers colons espagnols. Il se trouve sur West Mesa, un escarpement volcanique en basalte. |
| Pipe Spring                                                         |                                           | NPS          | Arizona                                        | 36° 52′ N, 112° 44′ O         | 31 mai 1923       | 0,162     | 25 179           | Riche en amérindiens, ancien explorateur et pionnier mormon, ce site présente les Anasazis et les Païutes pionniers de la vie dans le vieil ouest, y compris la cabane où l’ équipe d’enquête de l’explorateur John Wesley Powell a séjourné en 1871. L’eau de Pipe Spring, découverte en 1858, a permis aux plantes, aux animaux et aux hommes de vivre dans cette région désertique et aride. |
| Pipestone                                                           |                                           | NPS          | Minnesota                                      | 44° 01′ N, 96° 20′ O          | 25 août 1937      | 1,14      | 73 267           | Ce monument préserve les carrières de catlinite traditionnelles utilisées pour la fabrication de calumet, essentielles à la culture traditionnelle des Indiens des Plaines. Les carrières sont consacrées aux Sioux et aux Lakotas et constituent un territoire historiquement neutre où les citoyens inscrits de toutes les tribus peuvent extraire la pierre. |
| Colonne de Pompey                                                   |                                           | BLM          | Montana                                        | 45° 59′ 24″ N, 108° 00′ 04″ O | 17 janvier 2001   | 0,206     |                  | Pompeys Pillar est un pilier en grès de 46 m situé à la fin du Crétacé (formation de Hell Creek) situé près de la rivière Yellowstone. Il contient une abondance de pétroglyphes amérindiens, ainsi que la signature de William Clark, qui a donné à la formation le nom du fils en bas âge de Sacagawea. |
| Poverty Point                                                       |                                           | NPS          | Louisiane                                      | 32° 38′ N, 91° 25′ O          | 31 octobre 1988   | 3,69      |                  | Poverty Point est un site archéologique préhistorique datant de 1650 à 700 av. J.-C. composé de six anneaux de terre et de sept tertres. Le diamètre de la crête extérieure est de 1,21 km et le plus grand tertre culmine à 16 m. Il a été déclaré site du patrimoine mondial en 2014,. |
| Prehistoric Trackways                                               |                                           | BLM          | Nouveau-Mexique                                | 32° 21′ N, 106° 54′ O         | 30 mars 2009      | 21,4      |                  | Prehistoric Trackways contient des empreintes de pas fossilisées de nombreux amphibiens, reptiles et insectes du Paléozoïque, ainsi que des plantes fossilisées et du bois pétrifié datant d'environ 280 millions d'années. |
| Cottage du Président Lincoln à la Maison des Soldats                |                                           | AFRH         | Washington                                     | 38° 56′ 30″ N, 77° 00′ 42″ O  | 7 juillet 2000    | 0,009     |                  | Le président Abraham Lincoln et sa famille résidaient de manière saisonnière dans l'enceinte de la maison de retraite des forces armées, fondée en 1851 à l'intention des anciens combattants sans domicile et des invalides de guerre. |
| Pullman                                                             |                                           | NPS          | Illinois                                       | 41° 41′ 28″ N, 87° 36′ 36″ O  | 19 février 2015   | 0,002     |                  | Construit pour la société Pullman, ce fut la première communauté industrielle planifiée aux États-Unis en tant que cité ouvrière de la société Pullman qui fabriquait des wagons de chemin de fer. C'était le site de la grève Pullman de 1894 à la suite d'une réduction du salaire des employés résidents. |
| Rainbow Bridge                                                      |                                           | NPS          | Utah                                           | 37° 05′ N, 110° 58′ O         | 30 mai 1910       | 0,647     | 110 904          | Rainbow Bridge est l'un des plus grands ponts naturels du monde. Il mesure 290 m de haut et s’étend sur 84 m de large ; le sommet du pont a une épaisseur de 13 m et une largeur de 10 m. Il a été fabriqué à partir de grès formé au cours des périodes triasique et jurassique. |
| Río Grande del Norte                                                |                                           | BLM          | Nouveau-Mexique                                | 36° 40′ 00″ N, 105° 42′ 00″ O | 25 mars 2013      | 982       |                  | Ce site comprend une partie des gorges du Rio Grande et des volcans éteints du champ volcanique du plateau de Taos. Il existe une variété d’objets archéologiques et historiques, notamment des pétroglyphes et des sites de peuplement hispaniques. Il abrite un assortiment de possibilités de loisirs et de faune,. |
| Rose Atoll Marine                                                   |                                           | NOAA, FWS    | Samoa américaines                              | 14° 33′ S, 168° 32′ O         | 6 janvier 2009    | 34 840    |                  | Ce monument marin se compose des deux petites îles de l'atoll Rose, d'un lagon et d'un récif corallien à l'est des Samoa américaines. C'est le point le plus méridional des États-Unis,. |
| Russell Cave                                                        |                                           | NPS          | Alabama                                        | 34° 58′ N, 85° 48′ O          | 11 mai 1961       | 1,26      | 21 620           | Don de la National Geographic Society, l'entrée principale exceptionnellement grande de la grotte a été utilisée comme abri par les Indiens préhistoriques de la plus ancienne colonie humaine connue du sud-est des États-Unis. La roche à partir de laquelle Russell Cave s'est formée il y a plus de 300 millions d'années au fond d'une mer intérieure recouvrant la région. |
| Saint Francis Dam Disaster                                          |                                           | USFS         | Californie                                     | 34° 33′ N, 118° 31′ O         | 12 mars 2019      | 1,43      |                  | Le barrage de Saint-Francis était un barrage de 210 m de large qui soutenait un réservoir pour l'approvisionnement en eau de Los Angeles. Il a échoué de façon catastrophique en 1928 et l'inondation a tué au moins 431 personnes. Le site est maintenant constitué des ruines de la base en béton du barrage dans une vallée boisée,. |
| Salinas Pueblo Missions                                             |                                           | NPS          | Nouveau-Mexique                                | 34° 16′ N, 106° 04′ O         | 1er novembre 1909 | 4,34      | 34 629           | Anciennement connu sous le nom Gran Quivira Monument National, c'est le lieu où les communautés Amérindiennes de Tiwa et Tompiro vivaient quand les espagnols franciscains missionnaires sont entrés en contact au XVIIe siècle. Il ne reste que les ruines de quatre églises à Quarai, Abó et Gran Quivira et le pueblo de Las Humanas, partiellement fouillé. |
| San Gabriel Mountains                                               |                                           | USFS         | Californie                                     | 34° 13′ N, 118° 04′ O         | 10 octobre 2014   | 1 397     |                  | Les monts San Gabriel dans le nord du comté de Los Angeles et de l'ouest du comté de San Bernardino, en Californie, ont des sommets atteignant 3 069 m, offrant un habitat au condor de Californie en voie de disparition et au mouflon d'Amérique. Il est un important bassin versant site et de loisirs pour la région de Los Angeles et contient plus de 600 sites archéologiques,. |
| San Juan Islands                                                    |                                           | BLM          | Washington                                     | 48° 32′ N, 123° 02′ O         | 25 mars 2013      | 3,93      |                  | Les paysages accidentés des îles San Juan, dans le Puget Sound, constituent un habitat pour les orques, les aigles et les phoques. Ils offrent des possibilités de faire du kayak, de l'observation des oiseaux et d'autres activités. Le monument protège de nombreuses petites roches, îles et points, y compris le phare de Cattle Point,. |
| Sand to Snow                                                        |                                           | BLM, USFS    | Californie                                     | 34° 05′ N, 116° 41′ O         | 12 février 2016   | 623       |                  | Ce monument s'étend du désert des Mojaves et du désert de Sonora jusqu'à plus de 3 000 m d'altitude dans les montagnes de San Bernardino, y compris le désert de San Gorgonio. Le site protège 1 700 pétroglyphes amérindiens et autres sites archéologiques,. |
| Santa Rosa and San Jacinto Mountains                                |                                           | BLM, USFS    | Californie                                     | 33° 48′ N, 116° 42′ O         | 24 octobre 2000   | 1 133     |                  | Ce monument conserve de grandes parties des chaînes de Santa Rosa et de San Jacinto, les plus septentrionales des chaînes de la Péninsule. Des parties se trouvent dans la forêt nationale de San Bernardino et la zone de conservation du désert de Californie. |
| Scotts Bluff                                                        |                                           | NPS          | Nebraska                                       | 41° 50′ N, 103° 42′ O         | 12 décembre 1919  | 12,2      | 142 028          | Scotts Bluff est une formation géologique importante du XIXe siècle et un repère sur la Piste de l'Oregon et le Mormon Pioneer Trail. Il contient plusieurs falaises sur la rive sud de la rivière North Platte, mais il tire son nom du nom d'un bluff appelé Scotts Bluff, qui culmine à plus de 250 m au-dessus des plaines. Le monument est composé de cinq formations rocheuses nommées Crown Rock, Dome Rock, Eagle Rock, Saddle Rock et Sentinel Rock. |
| Sonoran Desert                                                      |                                           | BLM          | Arizona                                        | 33° 00′ N, 112° 28′ O         | 17 janvier 2001   | 1 968     |                  | Ce monument protège une petite partie du désert de Sonora. Il abrite plusieurs espèces en danger inscrites sur les listes fédérales, ainsi que trois zones de nature vierge, de nombreux sites archéologiques et historiques importants, ainsi que les vestiges de plusieurs sentiers historiques importants. |
| Springfield 1908 Race Riot                                          |                                           | NPS          | Illinois                                       | 39° 48′ 16″ N, 89° 38′ 30″ O  | 16 août 2024      | 0,0       |                  | En 1908, une foule de 5000 résidents blancs attaque la communauté noire de Springfield, détruisent plusieurs immeubles d'habitation et de commerces et procèdent au lynchage de afro-américains. Le monument comprend les fondations excavées de plusieurs des maisons détruites dans le quartier ségrégué. |
| Statue de la Liberté                                                |                                           | NPS          | New York, New Jersey                           | 40° 41′ N, 74° 02′ O          | 15 octobre 1924   | 0,236     | 4 335 431        | Cette statue emblématique, construite en 1886 sur Liberty Island et mesurant 46 m de hauteur, commémore le centenaire de la signature de la déclaration d'indépendance des États-Unis et représente un geste d'amitié de la France envers les États-Unis. C'est un symbole d'accueil des immigrants aux États-Unis et la statue est répertoriée comme site du patrimoine mondial. Ellis Island, où sont passés 12 millions d'immigrants entrant aux États-Unis, est inclus dans le monument. |
| Stonewall                                                           |                                           | NPS          | New York                                       | 40° 44′ 01″ N, 74° 00′ 08″ O  | 24 juin 2016      | 0,03      | 511 220          | Le Stonewall Inn, souvent raccourci à Stonewall, est un bar gay de la ville de New York et le site des émeutes de Stonewall de 1969, largement considéré comme l'événement le plus important menant au mouvement de libération gay et à la lutte moderne des droits LGBT aux États-Unis. Christopher Street Park, de l'autre côté de la rue, est également inclus,. |
| Sunset Crater Volcano                                               |                                           | NPS          | Arizona                                        | 35° 22′ N, 111° 30′ O         | 30 mai 1930       | 12,3      | 104 583          | Sunset Crater est le plus jeune d'une chaîne de volcans du champ volcanique San Francisco qui est liée aux sommets voisins des pics San Francisco. La dernière activité volcanique du XIIIe siècle a peint la partie supérieure du cône avec des roches rouge et orange vives, donnant son nom au volcan. |
| Timpanogos Cave                                                     |                                           | NPS          | Utah                                           | 40° 26′ N, 111° 43′ O         | 14 octobre 1922   | 1,01      | 121 311          | Le système de grottes Timpanogos se trouve dans la chaîne Wasatch, dans le American Fork Canyon. Trois chambres principales sont accessibles : la grotte Hansen, la grotte Middle et la grotte Timpanogos. De nombreuses caractéristiques des grottes colorées ou concrétions peuvent être vus, y compris helictites, bacon, colonnes, flowstone , pop-corn, et la draperie. |
| Tonto                                                               |                                           | NPS          | Arizona                                        | 33° 39′ N, 111° 05′ O         | 21 octobre 1907   | 4,53      | 39 822           | Situé à la limite nord-est du désert de Sonora, le long de la rivière Salée, Tonto préserve deux falaises occupées par la culture Salado aux XIIIe siècle et XVe siècle. Le monument est entouré par la forêt nationale de Tonto. |
| Tule Lake                                                           |                                           | NPS, FWS     | Californie                                     | 41° 53′ N, 121° 22′ O         | 5 décembre 2008   | 5,63      |                  | Le centre de ségrégation du lac Tule était le plus grand des dix camps de concentration utilisés pour l'internement des Nippo-Américains d'origine japonaise pendant la Seconde Guerre mondiale. 29 800 citoyens américains et immigrants y ont été détenus, y compris ceux qui ont été séparés des autres camps pour des raisons politiques. Le site comprend le principal camp de ségrégation, Camp Tulelake, qui était à l'origine un chantier du Civilian Conservation Corps, puis un camp de prisonniers de guerre et une extension du centre de ségrégation. Initialement désigné comme faisant partie du World War II Valor in the Pacific National Monument, ce dernier a été divisé et renommé le 12 mars 2019,.  |
| Tule Springs Fossil Beds                                            |                                           | NPS          | Nevada                                         | 36° 19′ N, 115° 16′ O         | 19 décembre 2014  | 91,7      |                  | Un site archéologique majeur au nord de Las Vegas, où des milliers de fossiles préhistoriques, notamment de mammouths, de lions et de chameaux ont été découverts dans une zone qui était autrefois une zone humide. |
| Tuzigoot                                                            |                                           | NPS          | Arizona                                        | 34° 47′ N, 112° 02′ O         | 25 juillet 1939   | 3.29      | 98 090           | Tuzigoot conserve une ruine de Pueblos de deux à trois étages au sommet d'une crête de calcaire et de grès de la Verde Valley. Il a été construit par le peuple Sinagua entre 1125 et 1400. |
| Upper Missouri River Breaks                                         |                                           | BLM          | Montana                                        | 47° 47′ N, 109° 01′ O         | 17 janvier 2001   | 1 527     |                  | Série de zones de badlands caractérisées par des affleurements rocheux, des falaises escarpées et des plaines herbeuses le long de la rivière sauvage et pittoresque du haut-Missouri dans le centre du Montana, The Breaks abrite au moins 60 espèces de mammifères et des centaines d'espèces d'oiseaux. Charles Marion Russell a souvent peint ici, et Lewis et Clark ont emprunté cette voie. |
| Vermilion Cliffs                                                    |                                           | BLM          | Arizona                                        | 36° 49′ N, 111° 44′ O         | 9 novembre 2000   | 1 131     |                  | Des escarpements érodés, abrupts et constitués principalement de grès, de siltstone, de calcaire et de schiste se dressent à plus de 900 m au-dessus de leur base. Ces roches sédimentaires ont été profondément érodées pendant des millions d'années, exposant des centaines de couches de roches richement colorées le long du canyon de Paria. Les Buttes Coyote, de l'autre côté du plateau de la Paria, depuis les Vermilion Cliffs, comprennent des pentes onduleuses comme The Wave. |
| Virgin Islands Coral Reef                                           |                                           | NPS          | Washington                                     | 18° 19′ N, 64° 43′ O          | 17 janvier 2001   | 51,4      |                  | Ces récifs coralliens, fonds marins sablonneux, herbiers marins et forêts de mangroves se trouvent dans une ceinture marine de 4,8 km entourant le parc national des îles Vierges. |
| Waco Mammoth                                                        |                                           | NPS          | Texas                                          | 31° 36′ 22″ N, 97° 10′ 26″ O  | 10 juillet 2015   | 0,434     | 106 932          | Le Waco Mammoth National Monument est un site paléontologique et un musée de Waco, au Texas, où des fossiles de vingt-quatre mammouths de Colomb et d’autres mammifères de l’époque du Pléistocène ont été découverts. Le site constitue la plus grande concentration connue d'un seul troupeau de mammouths décédés lors du même événement, qui aurait été une inondation éclair,. |
| Walnut Canyon                                                       |                                           | NPS          | Arizona                                        | 35° 10′ N, 111° 31′ O         | 30 novembre 1915  | 14,3      | 167 736          | Walnut Canyon protège 25 salles d'habitation construites par les Sinaguas dans les falaises. Il se trouve sur le plateau du Colorado. |
| Wupatki                                                             |                                           | NPS          | Arizona                                        | 35° 31′ N, 111° 22′ O         | 9 décembre 1924   | 143       | 205 122          | De nombreux sites de peuplement construits par les Sinaguas, les Cohoninas et les Anasazis sont disséminés dans le monument. Environ 2 000 Anasazis ont déménagé ici pour s’installer dans une ferme après l’éruption du Sunset Crater au XIe siècle. |
| Yucca House                                                         |                                           | NPS          | Colorado                                       | 37° 15′ N, 108° 41′ O         | 19 décembre 1919  | 0,137     |                  | Désigné comme monument national de recherche, il s’agit d’un vaste site archéologique non fouillé Anasazis. Ce site est l’un des nombreux villages ancestraux de la vallée de Montezuma occupés entre 900 et 1300. |